# Janet Fielding
Janet Fielding (ur. 9 września 1953 w Brisbane, Queensland, Australia jako Janet Claire Mahoney) – australijska aktorka, znana przede wszystkim z roli Tegan Jovanki w serialu Doktor Who.

## Kariera
Fielding zadebiutowała w serialu Hammer House of Horror w odcinku Charlie Boy jako sekretarka.
Od 1981 do 1984 roku grała Tegan Jovankę w serialu science-fiction Doktor Who. Łącznie zagrała w 19 historiach z czwartym (Tom Baker) i piątym (Peter Davison) Doktorem. W 1985 roku wystąpiła w odcinku specjalnym A Fix with Sontarans wraz z szóstym Doktorem.
W 1984 roku zagrała w Murphy's Mob, a w 1985 roku w Hold The Back Page.
W 1991 roku przestała aktywnie rozwijać karierę telewizyjną i zaczęła współpracować z Women in Film and Television UK. Fielding pracowała również jako agent teatralny. W pewnym momencie reprezentowała również Paula McGanna.
Od 2006 roku Fielding powróciła do roli Tegan dla Big Finish Productions, a w 2013 roku ramach 50-lecia istnienia serialu Doktor Who Fielding wystąpiła w The Five(ish) Doctors Reboot.

## Życie prywatne
W 1982 roku poślubiła Nicholasa Daviesa, z którym w 1991 roku wzięła rozwód.
We wrześniu 2012 roku Fielding ogłosiła, że walczy z rakiem.

## Filmografia
| Rok       | Tytuł                        | Rola               | Uwagi                                           |
| --------- | ---------------------------- | ------------------ | ----------------------------------------------- |
| 1980      | Hammer House of Horror       | sekretarka         | odcinek Charlie Boy (jako Janet Clare Fielding) |
| 1982      | Shelley                      | Tracy              | odcinek Slaughterhouse Sling                    |
| 1984      | Minder                       | Janice             | odcinek Windows                                 |
| 1981-1984 | Doktor Who                   | Tegan Jovanka      | 20 historii (65 odcinków)                       |
| 1985      | A Fix with Sontarans         | Tegan Jovanka      | jako część programu Jim'll Fix It               |
| 1986      | Hold the Back Page           | Deborah Simons     | odcinek Power Games mini-seria                  |
| 1991      | Parnell & the Englishwoman   | atrakcyjna kobieta | odcinek The Libel mini-seria                    |
| 2013      | The Five(ish) Doctors Reboot | ona sama           | skecz                                           |